# غربان برج لندن

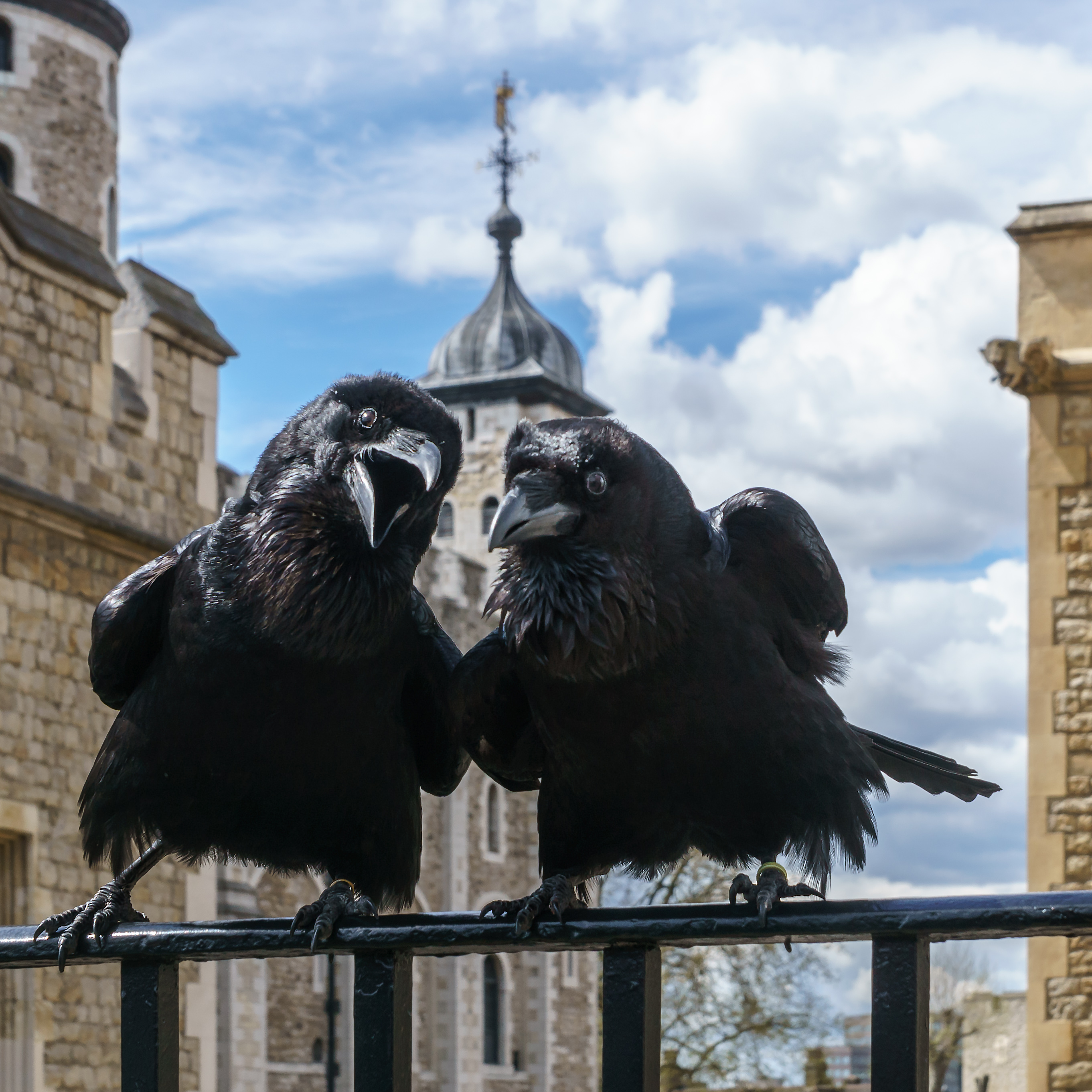
جيبلي ومونين، أثنان من أحد غربان برج لندن

غربان برج لندن يوجد في برج لندن 6 طيور محبوسة من فصيلة الغربان السوداء، يعتقد في الثقافة الشعبية أنهم من أجل حماية تاج الملك، وهناك نبؤة أو خرافة تقول أنه لو نقص عدد هذه الغربان عن 6 فأن التاج سيسقط وتنتهي بريطانيا، لذلك حرص عدد من الملوك قديمًا على الحفاظ على الغربان وبقائها في البرج، هذه الخرافة كادت أن تتحقق عام 1944 أثناء الحرب العالمية الثانية حينما كادت غارات الطائرات الألمانية على لندن ان تقتل أخر غراب متبقي، فقد حاولت استهدافهم بشكل غير رسمي بهدف إضعاف الروح المعنوية للبريطانيين.
أسطورة هذه الغربان جعلت منها رمزاً من أبرز الرموز التي يحرص السياح على زيارتها وألتقاط الصور معها، ويتم تربية غربان البرج بشكل خاص ويتم جلبها من مقاطعة سومرست بجنوب غرب إنجلترا.
من الناحية التاريخية كانت المناطق البرية شائعة في جميع أنحاء بريطانيا حتى في المدن وكان البرج داخل نطاقها الطبيعي، وهو ما يفسر وصول الغربان إلى الأابراج، يقال في الاساطير الشعبية أن بداية قصة الغربان بدأت بعد إبادة الكثير من هذه الغربان حيث لم يتبقى منها إلا القليل، فقام الملك تشارلز الثاني (حكم 1660-1685) بالاعتناء بهذه الغربان بشكل رسمي، ويرجح بعض المؤرخين أن غربان البرج مجرد اسطوره شعبية ليس لها اساس تاريخي.

## التاريخ

### أصل الأساطير حولها
في واحدة من أقدم الأساطير التي تربط البرج مع الغربان هي حكاية المعركة الدموية ضد الملك الايرلندي ماثولوش الذي أساء معاملة الأميرة البريطانية برانوين، أمر شقيق برانوين بندجيدفران (ملك بريطانيا) أتباعه بقطع رأسه ودفنه تحت التل الأبيض (حيث يقف البرج الآن) في مواجهة فرنسا كتعويذة لحماية بريطانيا من الغزو الأجنبي.

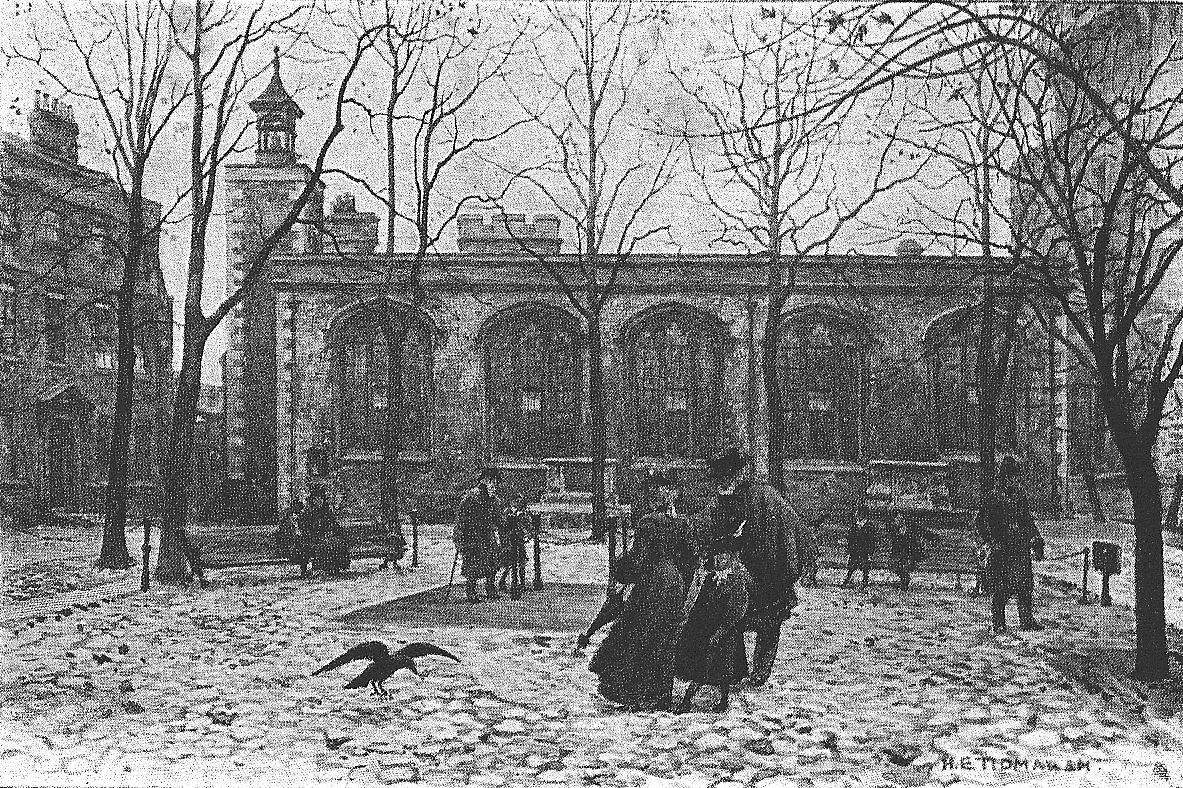
صورة للبرج الأخضر (أحد أبراج لندن) عام 1900، والذي اشتهر بتنفيذ العديد من أحكام الإعدام فيه

يعتقد أن الغربان البرية قد سكنت البرج لعدة قرون، حيث من المفترض أن تنجذب لرائحة جثث أعداء الملك الذين تم إعدامهم، ووفقا للخرفات في الفولكلور الشعبي، قيل أنه أثناء تنفيذ الإعدام بحق آن بولين في 1535 كان الغربان ثابته وصامتة تحدق بجنون في المشهد الغريب للملكة وهي ميتة، وقيل أيضاً أن الغربان كان تصرفها سيء للغاية بكثير خلال تنفيذ الإعدام في الليدي جين غراي في عام 1554 (والتي أطلق عليها ملكة الأيام التسعة) التي كانت ملكة بريطانيا وتم الحكم عليها بالموت بسبب الخيانة، وزعمت الأساطير أنه «قامت الغربان بفقع العينين من الرأس المقطوع للملكة»، بعض الباحثين توصلوا إلى أن جلب هذه الغربان كان إطفاء لنوع من الدراما والرهبة على قصص الإعدام في البرج.
وهناك أسطورة أخرى تقول أنه عندما حدث حريق لندن الكبير في عام 1666، قام الكثير من الاشخاص بقتل الغربان وبعض الحيوانات الأخرى لكي يقتاتوا عليها، مما دفع أحد المستشارين قل للملك تشارلز الثاني بأن قتل الغربان فعل سيء، وأن قتل اخر غراب قد يؤدي لانهيار حكمه، مما دفع تشارلز الثاني بجلب 6 غربان ووضعهم في البرج، وتم قص ريش أحد أجنحتها لكي لا تطير بعيداً.
وفي رواية ثانية أنه كان الفلكي جون فلامستيد متذمر من هذه الغربان لأنها كانت تسقط فضلاتها على التلسكوب الخاص به، فنصح الملك بأن يتم قتل وطرد هذه الغربان ولكن تشارلز رفض هذا لأنه يعتبره نذير شؤم، وأن هذه الطيورة لو رحلت سينهار معها مملكته، وأمر بنقل المختبرات إلى مقاطعة غرينتش.

### الحرب العالمية الثانية
خلال الحرب العالمية الثانية كان لم يبقى في البرج سوى طير واحد فقط بسبب الغارات الجوية أثناء قصف لندن التي شنتها ألمانيا، مما دفع رئيس الوزراء ونستون تشيرتشل إلى جلب المزيد من الغربان وتعيين الجنود لرعايتها.
كانت ألمانيا على علم بهذه الأساطير حول هذه الغربان، مما جعلها تحرص على وضعها ضمن الأهداف الثانوية للغارات الجوية، وذلك بهدف قتل أخر غراب (كما تقول أساطيرهم) مما قد يجعل البريطانيين يؤمنون بزوال مملكتهم، وهذا قد يساهم في تدمير الروح المعنوية ايضاً للجنود البريطانيين، وكادت الطائرات الألمانية أن تحققها في يوليو 1944 ولكنها لم تنجح.

## في الفترة الحالية

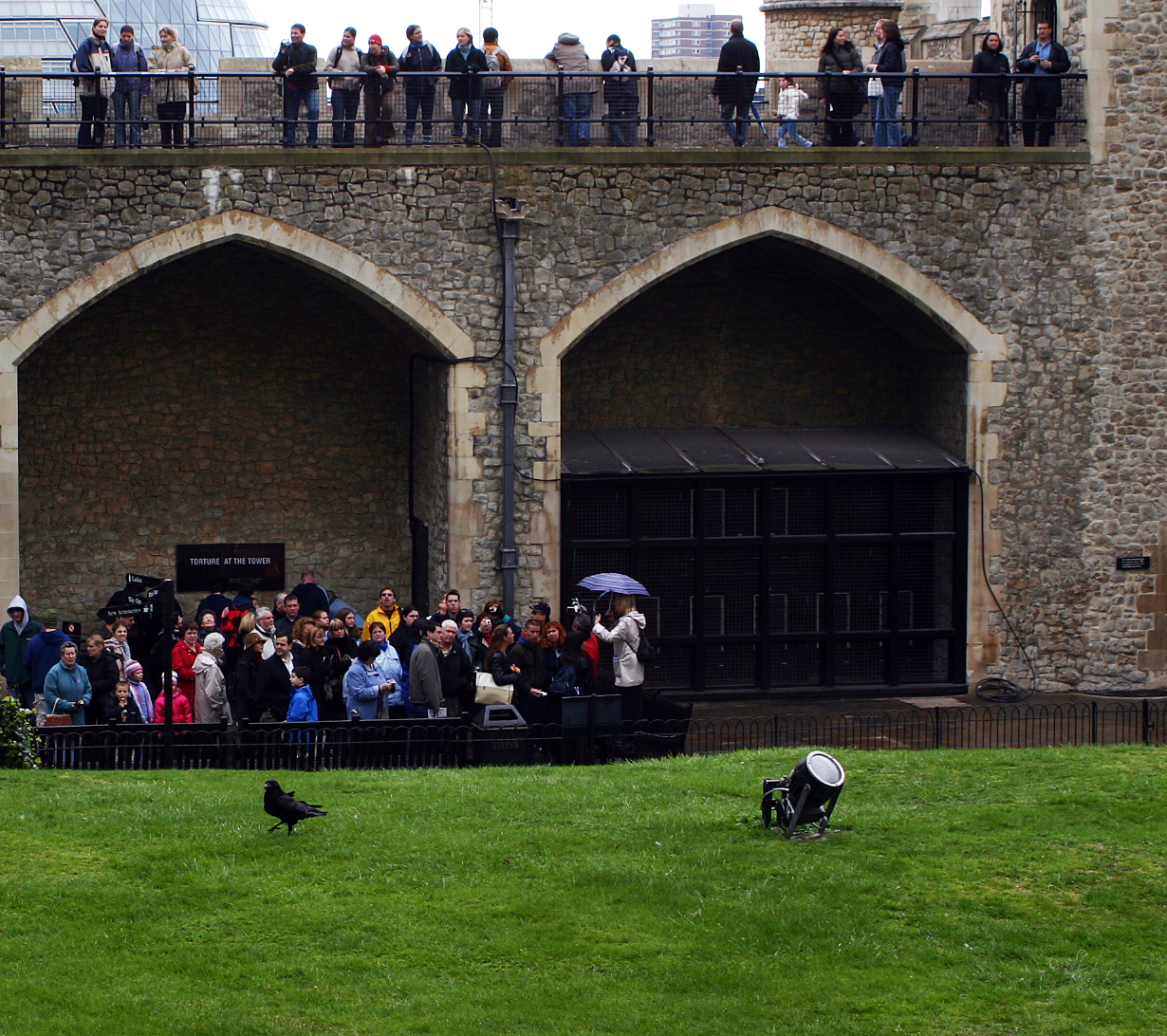
السياح وهم يشاهدون غربان برج لندن

تعتبر الغربان حالياً واحدة من عوامل الجذب للسياح الذين يزورون مدينة لندن، ويذكر أن فلاديمير بوتين رئيس روسيا قد أعجب بالمهارات اللفظية للطيور؛ وكان أحد الغربان قد استقبل كل شخص في الوفد المرافق له بكلمة «صباح الخير!»، ومع ذلك، ينصح الزوار بعدم إطعام هذه الطيور، وحذروا من أن الغراب قد يعض إذا كان يشعر بالتهديد.
في عام 2006 وخلال انتشار فيروس H5N1 ("انفلونزا الطيور") تم الاحتفاظ بالغربان داخل أقفاص لحمايتهم، وتم إطلاقهم لاحقاً.
الكثير من سكان لندن أيضاً مغرمون بهذه الغربان، ويتم إطلاق تسميات عليهم ويتم تربية هذه الغربان داخل أقفاص في البرج،
معظم لندن مغرمون من الوديان، ولكن في بعض الأحيان الطيور الفردية سوف تسقط لصالح بسبب سلوك غير لائق. على سبيل المثال، «رافين جورج» فقد تعيينه في التاج، وتقاعد إلى ويلز لمهاجمة وتدمير جوي التلفزيون. وقد صدر مرسوم خاص بشأن الحادث:
يوم السبت 13 سبتمبر 1986، تم نشر رافين جورج، عام 1975، في حديقة حيوان جبل ويلز. غير مرضية، وبالتالي فإن الخدمة لم تعد مطلوبة. [32]
في عام 1996، سقط اثنان آخران من الوديان ورفضوا من البرج ل «سلوك سكان برج غير مناسبين». [33]
على الرغم من أن ريشها الطيران مقصوص على جناح واحد، وأحيانا برج الوديان الصحراء واجباتهم. في عام 1981، قرر غروغ الغراب مغادرة محيط البرج لأولئك من الحانة، بعد 21 عاما من الخدمة المؤمنين للتاج. [4] [14] في المقابل، تم اختطاف غراب اسمه مابل من البرج بعد الحرب العالمية الثانية مباشرة، وهو لغز لم يتم حله أبدا. [3]
قصة أخرى تتعلق اثنين من الوديان اسمه «جيمس كرو» و «إدغار سوبر». كان جيمس كرو مغربا محبوبا وطويلة العمر. بعد أن لاحظت الضجة المحيطة بموت الغراب الآخر، قرر إدغار سوبر أنه يمكن أن «يلعب ميتا» من أجل جلب المزيد من الاهتمام لنفسه. كانت خدعة بلده مقنعة جدا أن رافنماستر يعتقد تماما أن إدغار سوبر قد توفي. عندما التقط رافينماستر «الجثة»، إدغار بت إصبع الرجل و «تفلت من التمسك يضحك الضحكة الضخمة». [24]
في عام 1990 توفي قسيس يدعى نورمان هود في غرفته على أرض البرج. وقد أفاد مساعد سابق رافينماستر توم ترينت أن الوديان يبدو أن يكون على بينة من الموت، لأنها تجمعوا قريبا على برج الأخضر بالقرب من الكنيسة، ودعا، ومن ثم أصبحت هادئة، كما لو أن دفع احترامهم. لا ينبغي أن تخفض الفكرة، حيث تم الإبلاغ على نطاق واسع عن كورفيدس ل «الجنازات»، التي ينحدرون ثم تجمع حول طائر ميت في صمت. [34]
```
كما يتم أيضاً قص جزء من ريش الأجنحة لمنعهم من الطيران بعيداً عن القصر، مع وضع حلقة ملونة في ارجلهم للتعرف عليهم.
[
14
]
[
15
]
```